# Кабинет Джорджа Вашингтона
Кабинет Джорджа Вашингтона — администрация 1-го президента США Джорджа Вашингтона, управлявшая Соединёнными Штатами Америки с 30 апреля 1789 по 4 марта 1797. Это первый Кабинет в истории США.

## Формирование Кабинета
Джордж Вашингтон был избран в декабре 1788 — январе 1789, а присягу принёс 30 апреля 1789, в Нью-Йорке. Вместе с ним был избран и принёс присягу первый вице-президент США Джон Адамс, который оказался первым членом Кабинета Вашингтона; вице-президент входит в состав Кабинета по должности.
Формирование кабинета шло сложно, за годы президентства Вашингтона его кабинет поменял несколько составов. 27 июля 1789 и.о. министра иностранных дел США был назначен Джон Джей, который до этого пять лет был министром иностранных при Континентальном Конгрессе. А 15 сентября 1789 был учреждён пост государственного секретаря США, первым и. о. стал опять же Джон Джей. А вот сам пост Вашингтон предложил занять Томасу Джефферсону, послу США во Франции, только 22 марта 1790 занявшему пост государственного секретаря США.
Роберт Моррис был первым человеком, назначенным на пост министра финансов (Джорджем Вашингтоном). Однако по состоянию здоровья Моррис отклонил это предложение, и 1-м министром финансов по рекомендации Морриса стал Александр Гамильтон, который занял пост министра финансов 11 сентября 1789. Ранее (с 1781 по 1784 год) Моррис руководил финансами Континентального конгресса (называясь суперинтендантом финансов). В 1784—1789 годы финансами Конгресса руководил совет из трёх комиссаров.
12 сентября 1789 Генри Нокс был назначен военным министром США, хотя с 8 марта 1785 он занимал пост военного министра Континентального Конгресса. Вашингтон попросил его оставаться на этом посту.
26 сентября 1789 Эдмунд Рэндольф был назначен генеральным прокурором США, должность которого была учреждена специальным актом (Judiciary Act) от 24 сентября 1789.
26 сентября 1789 Сэмюэль Осгуд был назначен генеральным почтмейстером США, также являвшимся членом Кабинета США.

## Изменения в составе Кабинета

### Первые изменения
В 1790 столица США из Нью-Йорка была перенесена в Филадельфию, что стала причиной отставки в августе 1791 Сэмюэля Осгуда, который хотел остаться в Нью-Йорке. 12 августа 1791 на пост главного почтмейстера США, был назначен Тимоти Пикеринг.
В общем первое президентство Вашингтона оказалось достаточно стабильным в Кабинете.

### Отставка Джефферсона
Однако начались серьёзные конфликты между государственным секретарём Джефферсоном и министром финансов Гамильтоном по налоговой политике, и особенно по способу погашения военных задолженностей страны. В то время, как Гамильтон считал, что выплаты по долгам должны быть равно распределены по бюджетам каждого штата, Джефферсон поддерживал принцип выплаты каждым штатом своих собственных задолженностей (главным образом потому, что его родной штат Виргиния практически не имел долгов). 
31 декабря 1793 Джефферсон ушёл в отставку и удалился в Монтичелло, составив Вашингтону и Гамильтону оппозицию. 
Отставка Джефферсона привела к первой перетряске Кабинета Вашингтона, должность государственного секретаря 2 января 1794 занял Эдмунд Рэндольф, бывший до этого генеральным прокурором, его наследником 8 января 1794 стал юрист и судья Уильям Брэдфорд.

### Отставки Нокса, Гамильтона и Рэндольфа
31 декабря 1794 в отставку подал Генри Нокс, почти 10 лет занимавший пост военного министра США, 2 января 1795 его преемником стал Тимоти Пикеринг освободивший пост главного почтмейстера США, который занял Джозеф Хабершам, который занимал этот пост последовательно в трёх Кабинетах Вашингтона, Адамса и Джефферсона.
31 января 1795 из-за скандалов и конфликтов пост министра финансов США, покинул Гамильтон, его преемником стал Оливер Уолкотт младший, занимавший пост в Казначействе.
20 августа 1795, из-за скандала с перехваченным письмом французского министра полиции Фуше, Рэндольф подал в отставку под давлением Вашингтона. И. о. государственного секретаря стал Пикеринг, остававшийся и военным министром.

### Другие отставки
23 августа 1795, скончался генеральный прокурор США Уильям Бредфорд. 10 декабря 1795 новым генеральным прокурором был назначен Чарльз Ли. В этот же день Пикеринг был назначен государственным секретарём США, но ушёл с поста военного министра. 27 января 1796 новым военным министром стал Джеймс МакГенри.
До 4 марта 1797 до отставки Вашингтона, и инаугурации нового президента США Джона Адамса никаких изменений в составе кабинета не происходило.